# Volby v Bělorusku
Volby v Bělorusku jsou oficiálně svobodné, v roce 1994 se však zvolením Alexandra Lukašenka prezidentem vrátil do země autoritářský režim. Voliči volí do dvoukomorového Národního shromáždění 166 poslanců na čtyřleté volební období.

## Dominantní politické strany
- Liberálně-demokratické strany Běloruska
- Hramada
- Belaya Rus
- Agrární strana Běloruska
- Komunistická strana Běloruska